# Iso-Kaskinen, Nådendal
Iso-Kaskinen är en ö i Finland. Den ligger i Skärgårdshavet och i kommunen Nådendal i den ekonomiska regionen  Åbo ekonomiska region i landskapet Egentliga Finland, i den sydvästra delen av landet. Ön ligger omkring 39 kilometer väster om Åbo och omkring 190 kilometer väster om Helsingfors.
Öns area är 75,7 hektar och dess största längd är 2 kilometer i sydöst-nordvästlig riktning. Ön höjer sig omkring 30 meter över havsytan.